# UFC 237
UFC 237: Namajunas vs. Andrade fue un evento de artes marciales mixtas producido por Ultimate Fighting Championship que se llevó a cabo el 11 de mayo de 2019 en el Jeunesse Arena de Río de Janeiro, Brasil.

## Historia
Originalmente, se esperaba que el evento se llevara a cabo en la Arena da Baixada en Curitiba. Sin embargo, el evento se trasladó a la Jeunesse Arena en Río de Janeiro, después de que el UFC no llegó a un acuerdo con el Athletico Paranaense.
El evento estelar contó con un combate por el Campeonato de Peso Paja de Mujeres entre la campeona Rose Namajunas y Jéssica Andrade.
Una pelea entre la ex retadora al título de peso gallo Bethe Correia e Irene Aldana está programada para llevarse a cabo en el evento. El enfrentamiento originalmente estaba programado para realizarse en agosto de 2018 en UFC 227, pero Correia se retiró de ese evento, debido a una lesión.
Talita Bernardo tenía previsto enfrentar a Jessica-Rose Clark en una pelea de peso gallo. Sin embargo, se informó el 3 de abril de 2019 que Clark se retiró de la pelea por una lesión y fue reemplazada por la recién llegada Melissa Gatto.
Luana Carolina enfrentaría a Yanan Wu en una pelea de peso mosca. Sin embargo, el 22 de abril de 2019 se informó que Wu se retiró de la pelea debido a una lesión y fue reemplazada por Priscila Cachoeira.
Said Nurmagomedov y Raoni Barcelos tenían previsto enfrentarse en el evento. Sin embargo, se informó el 1 de mayo de 2019 que Nurmagomedov se retiró de la pelea por razones no reveladas y fue reemplazado por el recién llegado Carlos Huachin.
Carlos Diego Ferreira estaba programado para enfrentarse a Francisco Trinaldo en el evento. Sin embargo, Ferreira fue forzado a abandonar la pelea por problemas médicos debido al corte de peso, como resultado la pelea fue cancelada.
En el pesaje, Bethe Correia pesó 141 libras, cinco libras por encima del límite de la división de peso gallo (136 lbs). Fue sancionada con el 30% de su salario, el cual irá para su rival Irene Aldana y el combate proseguirá en un peso acordado.

## Resultados
1. ↑  Por el Campeonato de Peso Paja de Mujeres de UFC.

## Premios extras
Los siguientes peleadores recibieron $50,000 en bonos:
- Pelea de la Noche: Jéssica Andrade vs. Rose Namajunas
- Actuación de la Noche: Jéssica Andrade y Warlley Alves